# 캐나다 로얄 예술 고등학교
캐나다 로얄 예술 고등학교(Canada Royal Arts High School)는 캐나다 브리티시컬럼비아주 밴쿠버에 있는 사립 공연예술고등학교이다. 5년제 학교이다.

## 개교
이 학교는 2017년에 첫 개교되었다.